# Trichoptya sejuncta
Trichoptya sejuncta är en fjärilsart som beskrevs av Walker 1856. Trichoptya sejuncta ingår i släktet Trichoptya och familjen nattflyn. Inga underarter finns listade i Catalogue of Life.